# Chrysoviridae
Chrysoviridae és una família de virus d'ARN bicatenari que infecten fongs, en particular Penicillium. Reben el nom de la paraula grega "chrysos" que significa 'daurat'. Les partícules del virus no tenen embolcall i són de forma icosaèdrica amb un diàmetre de 35-40 nm.

## Taxonomia
- Penicillium chyrsogenum virus
- Penicillium brevicompactum virus
- Penicillium cyaneo-fulvum virus
- Helminthosporium victoriae virus